# 青山朗
青山 朗（あおやま あきら / ほがら、1848年7月29日（嘉永元年6月29日）- 1912年（明治45年）7月25日）は、幕末の尾張藩士、明治初期の軍人・政治家。衆議院議員、5代目名古屋市長。
幼名は増次郎。尾州海東郡西条村（現海部郡大治町）出身。最終階級は陸軍少将。栄典は従四位勲三等。

## 経歴
嘉永元年、尾張藩士・庄屋三輪泰助の次男として生まれる。12歳のとき尾張藩士・青山小助の養子。13歳にして武術を志し、天自流の原彦四郎に師事。また天誅組の松本奎堂に私淑し、尊王思想に触れる。
文久2年（1862年）、脱藩し江戸へ上り、長崎奉行岡部駿河守に仕える。また剣術を神道無念流の斎藤弥九郎に学び、水戸に渡るも志を得ず、江戸へ戻る。その後久留米の神職真木保臣の周旋で久留米藩に出仕。しかし自らの脱藩で青山家が断絶の憂き目にあっていると知り帰国、小吏となる。だが役職への不満から再び脱藩、江戸を経て越前へと赴いた。そこで中根雪江と祝杯を挙げる。
その後、勤皇の同志が集う京都に赴き、尾張藩側近田宮如雲のもと諜報活動に徹する。のち、成瀬正肥に仕え大阪、ついで安芸広島、岩国に赴き、各地の維新志士の動向を田宮に報告した。この功績から、明治維新後徒士目付組頭および秩禄19石、俸禄三人口を賜り、間もなく藩の機密掛に取り立てられる。
やがて軍人の道に進み、明治4年（1871年）8月歩兵第六番大隊四番小隊長に就任したのを皮切りに、東京鎮台第3分営小隊長、初代歩兵第六連隊副官を歴任。佐賀の乱では歩兵第十大隊第四中隊長として従軍し、田手川の戦闘で迂回攻撃を成功させ、江藤新平から戦闘続行の意思を奪う勝利に貢献した。また西南戦争には歩兵第十四連隊第二大隊長心得として従軍。第一大隊右半第二大隊左半を率い植木にて薩軍と交戦。負傷により一時戦線を退くも、陣中戦死した吉松速之助少佐の後任として第3大隊長となっている。戦後は広島鎮台参謀、歩兵第八連隊隊長、広島鎮台参謀長などを歴任し、明治25年（1892年）1月6日少将に進むと共に予備役に入った。
予備役編入後すぐの2月には衆議院議員に選ばれたが、3月の第5議会解散に伴い退職。故郷名古屋に戻り武揚学校（現愛知県立明和高等学校）校長を務めていたが、明治34年(1901年)には名古屋市長に推され、明治39年（1906年）4月まで勤めた。
明治45年（1912年）7月25日死去。戒名は覚然院殿暁山自明大居士。没後従四位を追贈された。愛知県名古屋市千種区の平和公園平和堂に名古屋市歴代市長の一人として胸像が設置されている。

## 年譜
- 1868年（明治元年）1月1日 - 徒士目付組頭および秩禄19石、俸禄三人口
- 1869年（明治2年）
  - 3月 - 五等官小監察
  - 4月 - 北地総管所監察
- 1870年（明治3年）
  - 5月 - 軍事参謀
  - 12月 - 小属、静岡・東京に出張
- 1871年（明治4年）
  - 8月 - 第六番大隊四番小隊長
  - 9月 - 藩主より永世禄35石。明治政府に出仕、少尉心得
- 1872年（明治5年）2月 - 大尉心得東京鎮台第3分営小隊長
- 1873年（明治6年）6月22日 - 初代歩兵第六連隊副官
- 1874年（明治7年） - 大尉、歩兵第十大隊第四中隊長。佐賀の乱に出征、姉村の戦いにて負傷　3月正七位
- 1875年（明治8年）頃 - 歩兵第14連隊第2大隊長心得
- 1876年（明治9年）9月 - 萩の乱、神風連の乱、秋月の乱に従軍
- 1877年（明治10年）4月5日 - 第3大隊長
- 1878年（明治11年）1月31日 - 勲4等旭日、年金135円、歩兵第1連隊第2大隊長
- 1879年（明治12年） - 参謀本部管西局員、東西部検閲監軍部長属員、実地演習師団参謀
- 1880年（明治13年） - 広島鎮台参謀、従六位
- 1882年（明治15年）
  - 2月 - 中佐、正六位
  - 3月10日 - 歩兵第8連隊長
- 1884年（明治17年）10月28日 - 広島鎮台参謀
- 1885年（明治18年）3月10日 - 演習中第5旅団参謀長被仰付
  - 6月1日 - 広島鎮台参謀長心得
  - 11月19日 - 勲三等旭日中綬章
- 1886年（明治19年）4月23日 - 大佐
  - 4月26日 - 広島鎮台参謀長
  - 7月8日 - 従五位
- 1892年（明治25年）1月6日 - 少将、正五位、予備役
  - 2月 - 愛知県第1区より衆議院議員に選出
  - 3月 - 第5議会解散後退職し名古屋に戻り武揚学校校長
- 1901年（明治34年）12月27日 - 名古屋市長
- 1903年（明治35年）4月1日 - 後備役編入[3]
- 1906年（明治39年）4月12日 - 辞す。没後特旨を以て従四位に陞る